# Гнусін Олександр Федорович
Олександр Федорович Гнусін (24 грудня 1919 — 20 липня 2007) — полковник Радянської Армії, учасник Другої світової війни, Герой Радянського Союзу (1945).

## Біографія
Олександр Гнусін народився 24 грудня 1919 року в селищі Топкий Ключ (нині — Белебеївський район Башкортостану) в сім'ї селянина. Закінчив десять класів школи, потім викладацькі курси, після чого працював вчителем школи в місті Белебеї Башкирської АРСР. У вересні 1939 року призваний на службу в Робітничо-селянську Червону армію. У 1940 році закінчив полкову школу, в грудні 1941 року — Рязанське військове артилерійське училище. З січня 1942 року — на фронтах Другої світової війни. До грудня 1944 року капітан Олександр Гнусін був начальником розвідки 857-го артилерійського полку 316-ї стрілецької дивізії 46-ї армії 2-го Українського фронту. Відзначився під час визволення Угорщини.
У ніч з 4 на 5 грудня 1944 року Гнусін з двома радистами переправився через Дунай в районі міста Тьоколь на південь від Будапешта. Замаскувавшись, він коригував вогонь радянської артилерії по позиціях супротивника. Особисто знищив ворожу вогневу точку. Гнусін успішно коригував вогонь протягом всієї ночі, що дозволило успішно форсувати Дунай стрілецькими частинами.
Указом Президії Верховної Ради СРСР від 24 березня 1945 року за зразкове виконання бойових завдань командування і проявлені мужність і героїзм у боях з німецькими загарбниками" капітан Олександр Гнусін удостоєний високого звання Героя Радянського Союзу з врученням ордена Леніна і медалі «Золота Зірка» за номером 4877.
Після закінчення війни Гнусін продовжував службу в Радянській Армії. У 1955 році закінчив Центральні артилерійські курси удосконалення офіцерського складу. У 1960 році в званні полковника звільнений у запас. Працював у штабі Одеського військового округу. Проживав в Одесі, помер 20 липня 2007 року, похований в Одесі.

## Нагороди
- Медаль «Золота Зірка» Героя Радянського Союзу (24.03.1945)[2][3].
- Орден Леніна.
- Орден Вітчизняної війни 1-го ступеня (06.04.1985)[4].
- Орден Червоної Зірки (07.06.1944)[5].
- Орден Червоної Зірки.
- Медаль «За бойові заслуги» (07.06.1943)[6].
- Медалі.

## Пам'ять
У м. Белебей, на будівлі ЗОШ № 1 (вул. Червоноармійська, 77) встановлена меморіальна дошка «В нашій школі навчався Герой Радянського Союзу Гнусін Олександр Федорович. Артилерист» Російське військово-історичне товариство"